# Hall omnisports de Visé
 (avril 2025).
Si vous disposez d'ouvrages ou d'articles de référence ou si vous connaissez des sites web de qualité traitant du thème abordé ici, merci de compléter l'article en donnant les références utiles à sa vérifiabilité et en les liant à la section « Notes et références ».
Le Hall omnisports de Visé est un hall omnisports situé à Visé, dans la province de Liège, où évolue le HC Visé BM club de première division national et le Fémina Visé club de première division national en dame.

## Caractéristique
Le Hall Omnisports de Visé comprend un mur d'escalade.

## Liste des équipes sportives
- Handball : HC Visé BM
- Handball : Fémina Visé
- Futsal : Celtic Visé
- Athlétisme : AC Visé
- Badminton : BC Visé
- Escalade : CE Visé
- Gymnastique : Gym Visé
- Tennis de table : Eneo Sport Senior Visétois